# Почётный гражданин Йошкар-Олы
Почётный гражданин города Йошкар-Олы — почётное звание, присваиваемое Городским собранием Йошкар-Олы гражданам Российской Федерации и других государств в качестве признания выдающихся заслуг перед Йошкар-Олой.

## История
Звание берёт своё начало с городской Книги трудовой славы, учреждённой 28 апреля 1968 года постановлением бюро Йошкар-Олинского горкома КПСС и исполкома городского Совета народных депутатов. Оно присваивалось одновременно тем, чьи имена заносились на страницы этой книги. В числе первых Почётных граждан машинист крана П. П. Николаев, токарь Марийского машиностроительного завода М. С. Басов, педагог, директор школы № 1 С. К. Полысалов, профессор Поволжского лесотехнического института В. Н. Смирнов, врач-невропатолог М. М. Куликова, вышивальщица фабрики «Труженица» П. И. Ласточкина, продавец магазина № 28 Ф. Е. Бирюкова. В списке Почётных граждан имена Г. А. Караваева, министра строительства СССР, А. Я. Эшпая, народного артиста СССР, композитора, В. А. Тёмина, специального корреспондента газеты «Правда».
Положение «О звании Почётный гражданин города Йошкар-Олы» утверждено сессией Йошкар-Олинского городского собрания 11 апреля 1995 года. Право выдвижения предоставляется трудовым коллективам государственных, общественных, коммерческих организаций. Решение о присвоении звания принимается на сессии городского собрания. В Положении оговорены права Почётных граждан и льготы, предоставляемые им. По состоянию на 2018 год звания «Почётный гражданин города Йошкар-Олы» удостоены 46 человек. Среди них представители рабочих профессий, работники партийно-хозяйственного актива, педагоги, работники культуры, врачи, научные работники.

## Список награждённых
Далее представлен список награждённых почётным званием «Почётный гражданин Йошкар-Олы»:
- Николаев Пётр Павлович (1968)
- Басов Михаил Семёнович (1968)
- Ласточкина Прасковья Ивановна (1968)
- Бирюкова Федосья Ефимовна (1968)
- Полысалов Степан Кондратьевич (1968)
- Смирнов Виктор Николаевич (1968)
- Куликова Маргарита Михайловна (1968)
- Анциферов Иван Иванович (1969)
- Баженов Василий Александрович (1969)
- Горинова Вера Михайловна (1969)
- Сидельникова Хриесса Евгеньевна (1969)
- Александрова Таисия Ивановна (1970)
- Скулкин Василий Степанович (1970)
- Семячкин Николай Акимович (1970)
- Караваев Георгий Аркадьевич (1972)
- Сущенко Гаврил Васильевич (1972)
- Рубинчик Ефим Эммануилович (1972)
- Власов Сергей Васильевич (1972)
- Тёмин Виктор Антонович (1975)
- Кибрик Анатолий Михайлович (1976)
- Ковач Антал (1976)
- Блюм Илья Самуилович (1977)
- Качмашев Геннадий Николаевич (1977)
- Красилов Алексей Александрович (1977)
- Самсонов Павел Алексеевич (1977)
- Николаев Сергей Николаевич (1980)
- Полубарьева Людмила Петровна (1987)
- Филиппова, Людмила Павловна (1988)
- Кузнецова Капитолина Леонидовна (1988)
- Дмитриев Юрий Яковлевич (1989)
- Новосёлов Сергей Павлович (1989)
- Эшпай Андрей Яковлевич (1991)
- Иванова-Ямаева Галина Николаевна (1991)
- Васин Ким Кириллович (1993)
- Бабушкин Борис Васильевич (1993)
- Минаков Юрий Александрович (1995)
- Зотов Евгений Иванович (1995)
- Юксерн Василий Степанович (1996)
- Соколова Лелия Ивановна (1998)
- Сануков Ксенофонт Никанорович (2000)
- Смирнов Анатолий Алексеевич (2001)
- Ощепков Геннадий Сергеевич (2002)
- Никитин Рудольф Иванович (2003)
- Стариков Сергей Валентинович (2011)
- Никитин Геннадий Степанович (2018)
- Пейсахович Григорий Ефимович (2018)
- Тимофеев Иван Иванович (2019)
- Козлов Пётр Иванович (2020)
- Морова Наталья Сергеевна (2021)
- Ершова Ольга Вениаминовна (2022)
- Смирнов Анатолий Васильевич (2023)
- Гуцунаев Хаджимурат Юриевич (2023)
- Асафьев Николай Сергеевич (2025)
- Буденков Николай Алексеевич (2025)[2]
- Воронцов Александр Александрович (2025)
- Гончаров Борис Георгиевич (2025)
- Ендальцев Иван Васильевич (2025)
- Коснова Раиса Гайсовна (2025)
- Кропотов Аркадий Матвеевич (2025)
- Лобанов Анатолий Андрианович (2025)
- Лоскутов Иван Иванович (2025)
- Неведицын Алексей Андреевич (2025)
- Полушин Николай Иванович (2025)
- Родионов Анатолий Александрович (2025)
- Саматов Николай Иванович (2025)
- Смыслова Лидия Сергеевна (2025)
- Стрельников Николай Павлович (2025)
- Сундуков Вячеслав Павлович (2025)
- Фёдорова Валентина Павловна (2025)
- Щербаков Пётр Афанасьевич (2025)
- Юмашев Фарук Абдуллович (2025)
- Куклин Николай Иванович (2025)